# Deborah Dugan
Deborah Dugan é uma executiva norte-americana, conhecida por ser ter presidido a Academia Nacional de Artes e Ciências de Gravação, tendo organizado as edições de 2019 e 2020 dos Grammy Awards.